# NGC 4850
NGC 4850 est une galaxie lenticulaire située dans la constellation de la Chevelure de Bérénice. Sa vitesse par rapport au fond diffus cosmologique est de 6 281 ± 19 km/s, ce qui correspond à une distance de Hubble de 92,6 ± 6,5 Mpc (∼302 millions d'al). NGC 4850 a été découverte par l'astronome prussien Heinrich Louis d'Arrest en 1865.
À ce jour, deux mesures non basées sur le décalage vers le rouge (redshift) donnent une distance de 101,650 ± 18,880 Mpc (∼332 millions d'al), ce qui est à l'intérieur des valeurs de la distance de Hubble. Notons cependant que c'est avec la valeur moyenne des mesures indépendantes, lorsqu'elles existent, que la base de données NASA/IPAC calcule le diamètre d'une galaxie et qu'en conséquence le diamètre de NGC 4850 pourrait être d'environ 26,9 kpc (∼87 700 al) si on utilisait la distance de Hubble pour le calculer.
La désignation DRCG 27-137 est utilisée par Wolfgang Steinicke pour indiquer que cette galaxie figure au catalogue des amas galactiques d'Alan Dressler. Les nombres 27 et 137 indiquent respectivement que c'est le 27e amas de la liste, soit Abell 1656 (l'amas de la Chevelure de Bérénice), et la 137e galaxie de cette liste. Cette même galaxie est aussi désignée par ABELL 1656:[D80] 137 par la base de données NASA/IPAC, ce qui est équivalent. Dressler indique que NGC 4850 est une galaxie lenticulaire de type E/S0.